# Inveraray Castle
Inveraray Castle (skotsk gælisk Caisteal Inbhir Aora) er et slot ved Inveraray i Argyll i det vestlige Skotland. Det ligger ud til Loch Fyne, der er Skotlands største loch eller fjord.
Opførelsen af slottet begyndte i 1743.
Det har været sæde for hertugerne af Argyll, overhovedet for Clan Campbell, fra 1700-tallet.

## I populærkultur
En stor del af "A Journey to the Highlands"-episoden i den historiske dramaserie Downton Abbey blev filmet her, hvor Inveraray Castle var det fiktive Duneagle Castle. Bygningen har også været med i en serie om skotske slotte, der blev lavet af den amerikanske fjernsynskanal PBS.
Hver september afholdes "Best of the West"-festival. Det arrangeres af hertuginden.